# A Nemzetközi Űrállomás 21. alaplegénysége
A Nemzetközi Űrállomás 21. alaplegénysége (expedíciója) az első alaplegénység melyet európai űrhajós vezet, a belga Frank De Winne személyében. Két Szojuz űrhajóval, a 22. alaplegénységet szállító Szojuz TMA–15-tel és Szojuz TMA–16-tel juttatják fel.

## Személyzet
(zárójelben a repülések száma a küldetéssel együtt)
- Frank De Winne (2), parancsnok,  Belgium
- Roman Romanyenko (1), fedélzeti mérnök,  Oroszország
- Robert Thirsk (2), fedélzeti mérnök,  Kanada
- Jeffrey N. Williams (3), fedélzeti mérnök,  Egyesült Államok
- Makszim Szurajev (1), fedélzeti mérnök,  Oroszország
- Nicole Stott (1), fedélzeti mérnök,  Egyesült Államok